# 景観

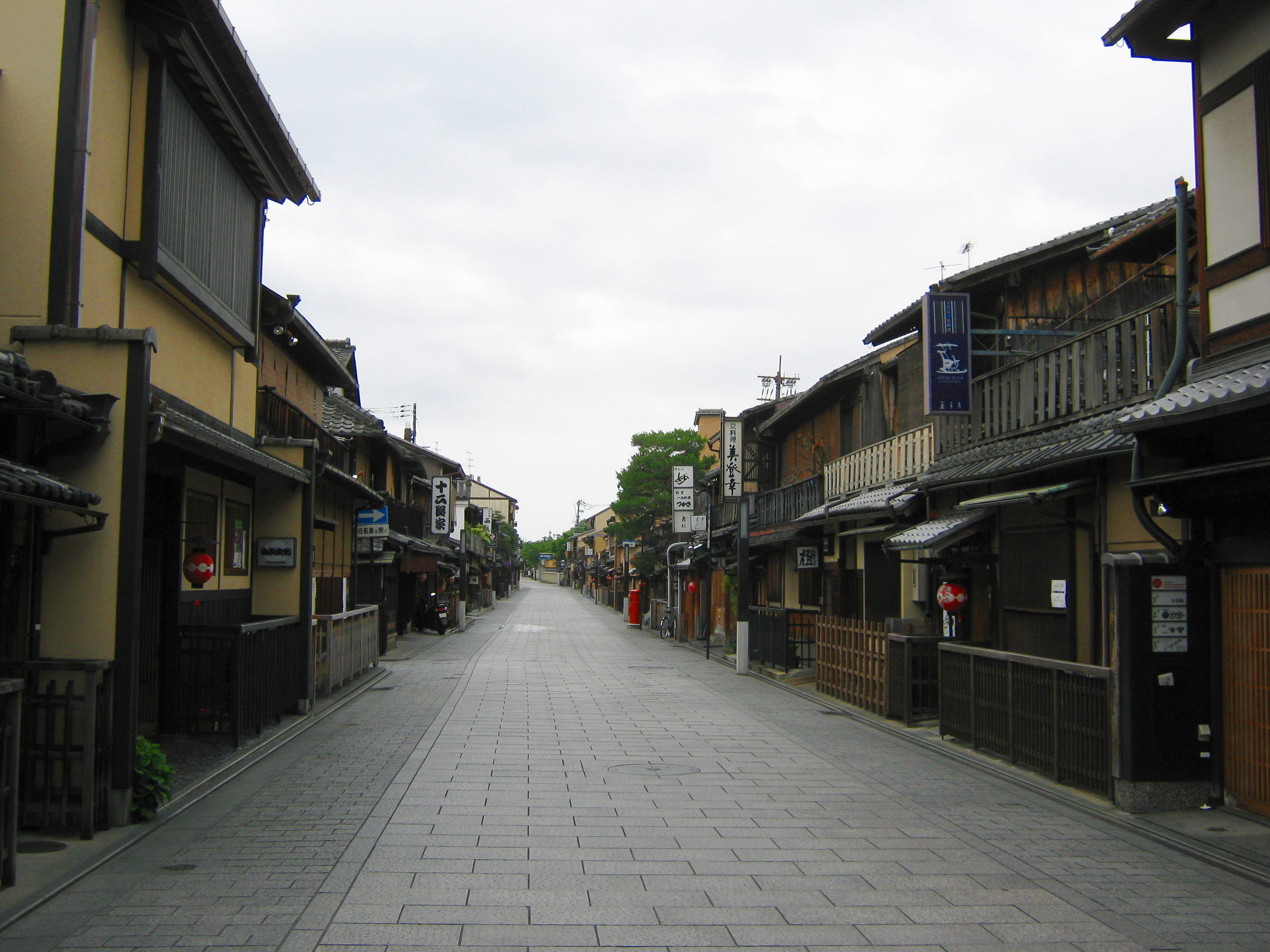
文化景観の例: 京都・祇園

景観（けいかん）とは、日常生活において風景や景色の意味で用いられる言葉である。植物学者がドイツ語のLandschaft（ラントシャフト）の学術用語としての訳語としてあてたもので、後に地理学において使用されるようになった。辻村太郎『景觀地理學講話』によれば、三好学が与えた名称である。
字義的にも一般的な用法としても「景観」は英語のlandscape（ランドスケープ）に近接したことばであるが概念としてはドイツを中心としたヨーロッパのLandschaftgeographie（景観地理学）の学派のものを汲んでいる。
田村明によると、都市の景（街並み）や村落の景（例えば屋敷森や棚田、漁港）など人工的な（人間の手が加わった）景を指すことが多いとしている。使用領域に関して見ると、「景観」の語は行政・司法や学術的な用語として使われることが多い。日本では2004年に景観法が制定されたが、法律上「景観とは何か」は定義されていない。学術上は、前述の地理学や、ランドスケープデザイン学、都市工学、土木工学、社会工学、造園学、建築学等で扱われることが多い。また、コーンウォールと西デヴォンの鉱山景観のように、世界遺産レベルで取りこまれる場合もある。

## 日常語としての景観
国語辞典では、以下のように「景色」・「眺め」として景観を説明している。

## 学術用語としての景観
景観には地理学的観点、風景地計画論的観点、工学的観点など様々な観点がある。

### 地理学

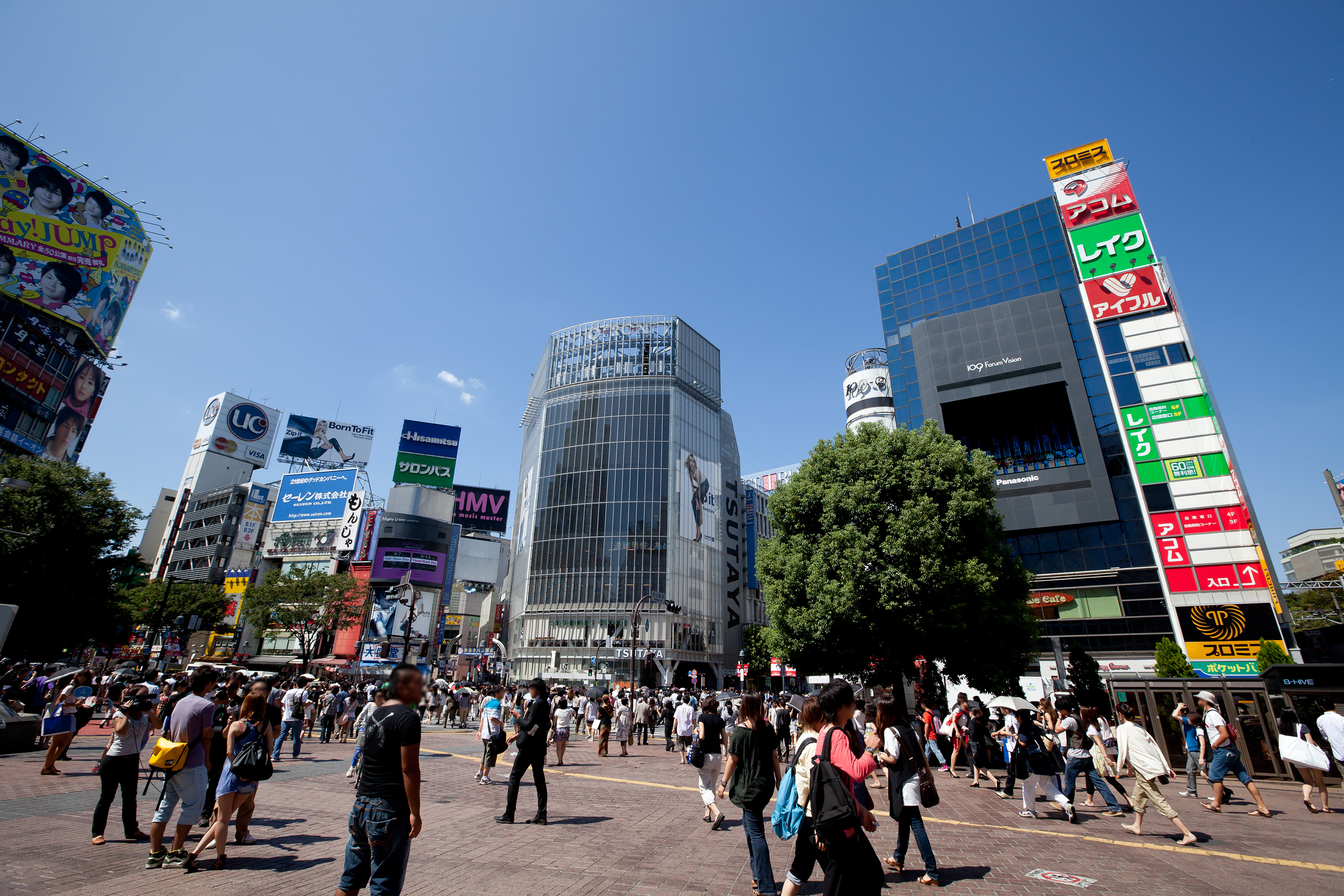
渋谷駅前の景観

「景観学」を打ち立てたオットー・シュリューターは、景観を感覚的、特に視覚的に捉えられるものに限定した。これは、景観から目に見えない政治や宗教などは景観形成に関係のない限り除外されることになった一方で、景観を位置・大きさや相互関係などから容易に扱えるようになった。その後、景観が個々の景観の構成要素（＝景観要素）単独で成立しているわけではなく、相互に関係しながら景観を形成しているという考えが現れ、生態学的な観点の重視が主張された。
景観を目に見えるものだけに限定したとき、地理学が隣接諸科学を吸収して発展する過程で不満分子となり、アメリカのフレッド・シェーファーによる地理学の「例外主義」への批判や計量革命を経て、「景観」は地理学において重視されなくなった。代わって人文主義地理学の台頭と共に「風景」が新しい用語として導入された。しかし、地理学で下火になった「景観」の語が建築学者や都市計画家の間で盛んに使われるようになったため、再び地理学界に「景観」が復活した。現在は「騒音景観」 (noisescape) のような目に見えないものも景観として扱われる。
中村和郎は『地域と景観』の中で、「景観」の概念を以下の5つにまとめた。
1. 同時に存在し、相互に関連し合う、違う種類のものを一括して捉えること
例えば、漁港に建つ灯台1基を切り取って「灯台景観」と呼ぶのは不適切であり、灯台の周囲にある堤防や製氷施設、市場、道路、漁船、集落、地形などと合わせて見る必要がある。この時、灯台は漁港の景観を構成するものの1つであり、「景観要素」と言える。
2. 特有の形態を持った一定の空間
この意味合いでは、景観は「景色」というよりは「地域」の意味を持つ[16]。そのため、地理学者の飯本信之はドイツ語のLandschaftを「景域」と訳すべきだと著書『政治地理学』に記している[17]。一方、辻村太郎は地域の意味を景観に含ませることを排除し、目に見えるものに限定した[18]。
渋谷駅前の景観
3. 空間の大きさには階層性がある
例えば渋谷スクランブル交差点の周辺の景観は、渋谷を構成する景観の1つであり、また渋谷は東京を構成する景観の1つである。これを階層性と言い、生物の分類で用いられる門・綱・目・科・属・種などに相当する[17]。
4. 類型（タイプ）もしくはモデルである
5. 時間と共に変化する

地理学における「景観」は一種独特の専門用語として君臨してきた。歴史地理学者の千田稔は、重要概念であるにもかかわらず、明確に定義付けられることなく今日に至るものの、その曖昧さが「景観」の語の自在性であり、地理学を豊かにしてきたのではないか、と述べている。また、デレク・グレゴリーは「景観はそれ自身の内部に、それを理解できる鍵を持たない」と述べ、リチャード・ハーツホーンは1939年に、景観 (Landschaft) は複数の解釈ができ、かつ地方 (area) や地域 (region) と意味合いが同じであることから、地理学用語としては不要とした。「地域」の概念と同様に「景観」の概念も客観的なものではなく、主観的なものであると主張する学者も存在する。

#### 自然景観と文化景観
シュリューター以来、景観は自然景観と文化景観の2つに分けられてきた。しかしシュリューターは「自然と人間社会が溶け合ってつくられたもの」として文化景観を捉えたため、単なる自然でも単なる文化でもなく、自然景観と文化景観に分けること自体に矛盾が生じている。
アメリカの地理学者・カール・O・サウアーは、人間行動は自然環境に制約されるという環境決定論が支配的であった1920年代において、人間が自然環境に働きかけることができるとして文化地理学を打ち立てた。そしてサウアーは、景観を人間が手を入れていない「自然景観」と、手を入れた「文化景観」の2つに分け、文化地理学とは自然景観から文化景観への移行を説明する学問である、と定義した。サウアーはカリフォルニア大学バークレー校で教鞭を執り、そこで学んだ研究者らはバークレー学派と呼ばれ、1960年代のアングロアメリカの地理学界で一大派閥を形成した。バークレー学派はフィールドワークを中心とした実地調査を指向し、目に見える景観要素を重視した。
一方リチャード・ハーツホーンは、自然景観とは完全に人間の手の入っていない地域にのみ認められるべきで、人間の居住地域（エクメーネ）に自然景観は存在しない、としてサウアーを批判した。ただし、サウアーは自然と文化を二項対立的に捉えたのではなく、人間が現在見ることのできる景観は文化景観であり、文化景観形成の前の景観、すなわち原景観を自然景観と規定したのである。

#### 景観調査
景観調査・景観観察は、フィールドワークの方法の1つである。カメラで景観を写真撮影・ビデオ撮影する、観察により発見した景観要素を文字やスケッチによって野帳（フィールドノート）に記録する、地図上に書き込む、といった調査手法を指す。特に地理学においては地図で表現することが多く、具体的には土地利用を示すことで景観を表現する。景観を観察することは、観察する場所の知識を持ち合わせていなくとも、その土地の人と言葉が通じなくとも、その場所の姿や現地の人の生き様を知ることが可能である。
景観は視覚的な様相であるが、ぼんやり眺めれば良いというものではない。地理学者の戸所隆は、景観観察の留意点として以下の7つを挙げた。
1. 例外・偶然的な現象でなく、本質的な現象を把握
2. 現象の存在理由を考える
3. 機能的観察の裏付けを行う
4. 地域の構造は中心と周辺から成ることに注意
5. 全体と部分の相互関係を把握
6. ベースマップ[注 4]を用意
7. 観察事項はすぐに記録し、当日中にまとめる

地理学は視覚に負うところが大きく、フィールドワークや野外巡検 (field excursion) は地理学のカリキュラム上重視され、必修科目であることが多い。アメリカのジョン・フレーザー・ハート (John Fraser Hart) は、1998年に「景観の研究は最も健全な地理学の出発点である。地理学者の好奇心は何よりもまず見えるものによって呼び覚まされる。」と述べ、日本の地理学者・山本正三もその土地に住む人々の現実の姿を捉える上で景観観察が重要である旨を語っている。地理学系の国際的な学会においても本会議の前後に会場周辺で巡検が行われ、世界の研究者が議論し合いながら景観調査を行う機会が設けられている。
しかしフィールドワークを重ねて観察眼を育てることは、逆に知覚を狭めてしまうおそれがあり、例えばスイスで氷河作用を受けた景観の観察眼を養ったアガシス (Agassiz) という学者は、氷河作用を受けていないはずのブラジル・リオデジャネイロ近隣でも氷河作用の痕跡を見出した、という出来事も起きている。

### 政策科学
鳥越皓之ほか『景観形成と地域コミュニティ』では冒頭で「ここでいう景観 (scenery) は、景色とか風景などと言い換えてもよい広い意味で使っている。」と言明し、一般用語としての用法をとっている。鈴鹿市の説明によれば、景観とは「景」（空間的なものの存在）と「観」（見る人の感じる印象・価値観）の合成語であり、地域の視覚的特性だという。
また社会学者の吉田民人は、景観は情報の一種とみなすことができる、としている。景観は常に情報を発信しており、人々が景観に対し感動を覚えることを情報の受信と考えることができる。この場合、情報の発信者たる土地・構造物などの所有者や管理者は、自ら情報を発信しているという意識はなく、私有ならば基本的に景観を見る人（情報の受信者）に対して配慮の義務はないと思われている。
景観破壊に起因する景観論争は環境権の議論のテーマの主要課題であり、訴訟の対象となることもある。

### 民俗学
日本民俗建築学会 編『日本の生活環境文化大事典』では、景観は「自然が作る環境と建築物や道路、橋などの土木建造物によって構成される」と記している。また、同書では景観を構成する「脇役」として電柱や街灯、火の見櫓などを挙げ、これら脇役は景観上存在感が大きいものの、環境デザイン・景観要素として意識されることが少ないと指摘した。

### 造園学
国際連合教育科学文化機関（ユネスコ）が編集した『人のつくった風景』（原題: The man-made landscape）では、景観とは「地球の表面をさしたもの」であるとし、自然の力により変化しやすく、また人間活動の重大性の高まりにより、多大な影響を与えているとした。造園学における景観の構成要素は、大きく3つに分けることができる。
1. 土地そのもの
土地は景観を考える上で最大の問題にして最初の問題である[43]。地形、気候、植生[注 5]、土壌が該当する[43]。
2. 構造物や建物
土地そのものの問題よりは場所による差異が小さいものの、完全に解決することは難しい[45]。近隣の環境（住環境・土地利用など）、敷地、家屋が該当し、現存するもののみならず将来的に建設されるであろうものまで視野に入れる必要がある[46]。
3. 人々
建築物に住む人々も問題となってくる[47]。家族構成、住居計画、収入、生活態度が該当するが、特に子どもがいる場合は、子どもの成長過程で家族の問題や要求が変化するため、柔軟な対応が必須である[48]。

### 建築学・都市計画
日本の建設省（当時）は1984年（昭和59年）に『美しい国土建設のために―景観形成の理念と方向』において、「景観」を、眺められるもの（＝モノ）としての「景」と、眺める主体（＝ヒト）としての「観」に分解し、更に「景」を地域性・全体性（総合性）・公共性に、「観」を多様性・生活性・参加性に細分した。これに基づいて、半田真理子は、モノがあり、それを見る人が美しさ・快適性・潤いなどを感じないものは景観ではなく、地域住民や土地の風土に合ったものが景観である、と述べた。土肥博至は景観を「人間が自らの周辺の環境を理解し、認識するひとつの方法」であり、視覚から得られたものに特定の意味や価値を見出そうとする態度であると記している。これを現象学の言葉で言うと「体験された空間」となり、実際にその場で景観を見ずとも、過去の経験や入手した情報から景観を思い浮かべることができる。そのように各人が思い浮かべたものが景観イメージ（イメージの景観）と呼ばれるものである。

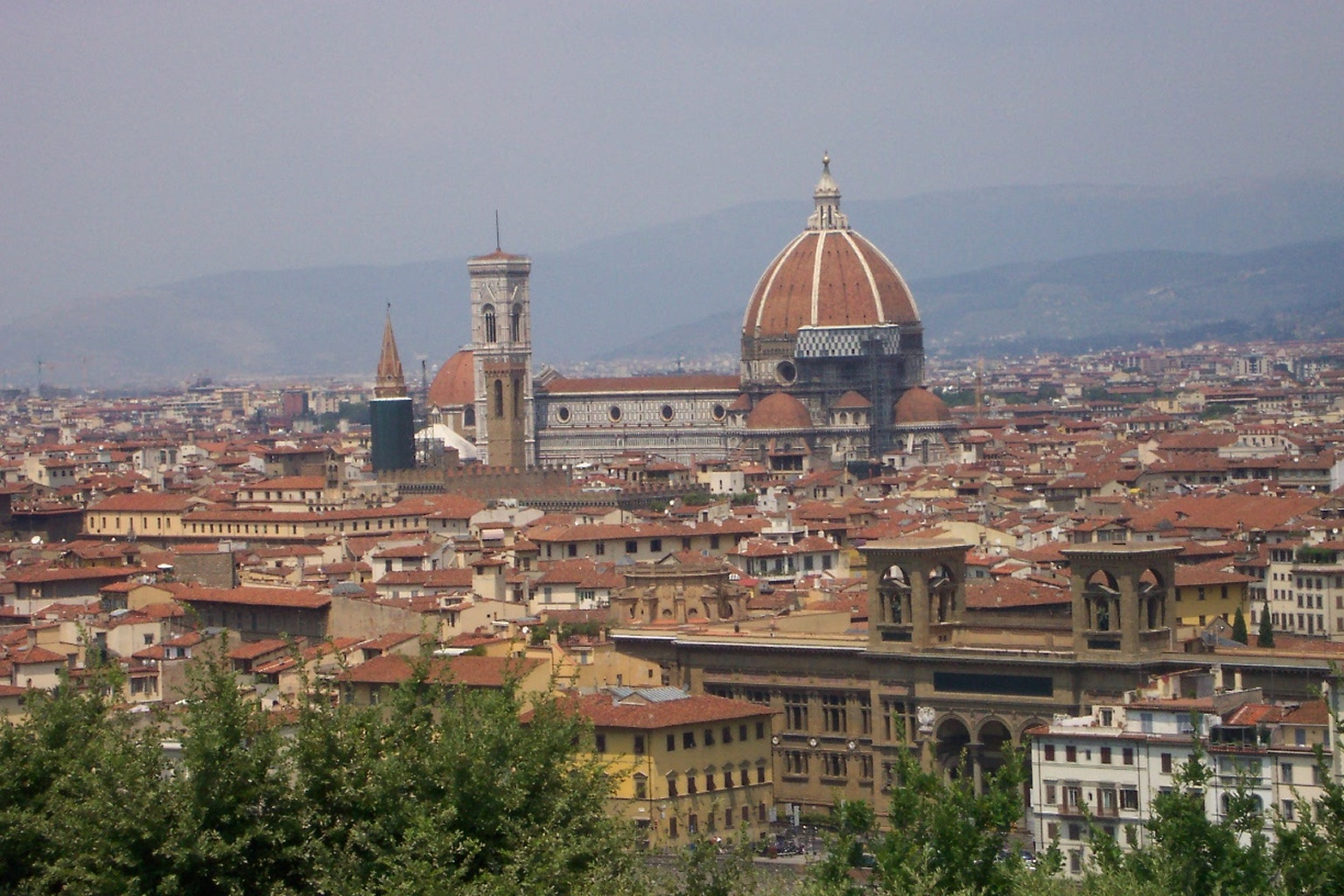
フィレンツェの景観

現代は都市や街路空間を考える上で景観が問われる時代である。東京や大阪では建築基準法など法の枠組みの中で容積率などが規制されるため、建築物の高さや規模がそろっている。しかし、それは景観を意識したものではなく、規制によって結果として統一的な景観が形成されているに過ぎず、よく観察すれば色・テクスチャーなどは不統一で看板や電柱の配置も無造作であり、雑然とした街路空間となっている。こうした状況に対して景観をデザインしようという動きは活発になってきているが、「雰囲気のある個性的な街路空間」には、街路全体で「等質な雰囲気」を創ろうという視点と、ランドマークなどの記憶に留まるものによって個性付けしようとする視点の2つが重要である、と積田洋は述べた。積田は「等質的な雰囲気」の例としてフランス・パリのシャンゼリゼ通りを、記憶に留まるものの例としてイタリア・フィレンツェのサンタ・マリア・デル・フィオーレ大聖堂（ドゥオモ）を挙げている。
ケヴィン・リンチは景観の役割について、以下のように述べている。
1. 異なる景観が他集団や象徴的な場の存在を示す
例えばパプアニューギニアのトロブリアンド諸島ではジャングルや空き地に並ぶ木立が村の存在やタブーとされる樹木のありかを示し、アメリカ合衆国中西部では巨大な穀物倉庫が集落の存在を示している[55]。
2. 社会的な役割を果たす
名称を与えられた景観は、集団のコミュニケーションを可能とする共通の記憶や象徴（シンボル）となる[55]。例えば、広島市の原爆ドームは原子爆弾の恐ろしさを知らしめる象徴となっている。
3. 景観を象徴により組織化すると、人間と環境の間に安定した関係を作り出す
具体例を挙げれば、見覚えのある景観は人に心地よさや親近感などをもたらすことがこれである[54]。

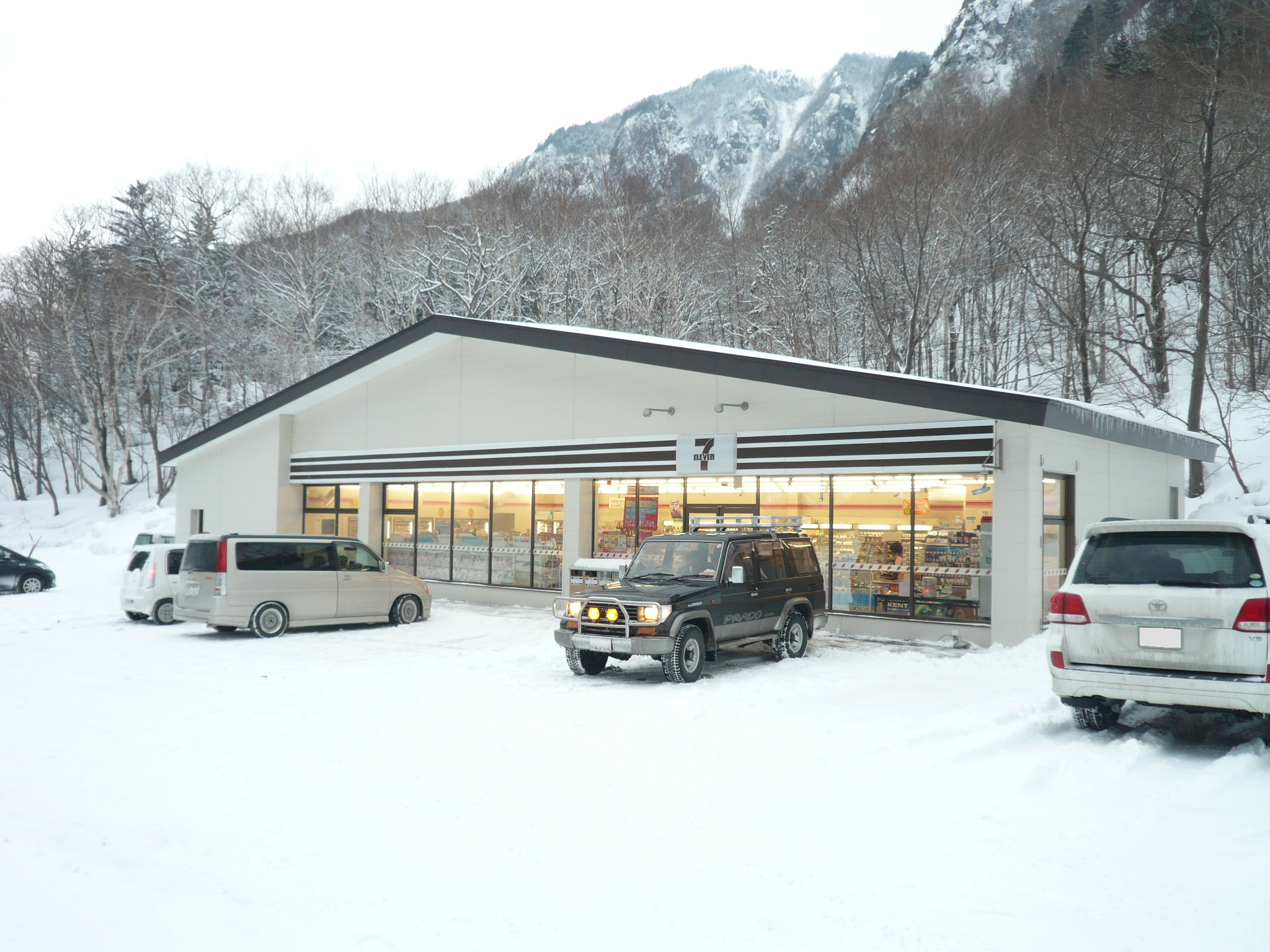
セブン-イレブン上川層雲峡店（2012年）

2015年(平成27年)3月国土交通省は景観法制定からの10年間で、景観に対する意識や取組はかなり普及したが、まだまだ発展途上の地域が残っていると分析した。

## 景観を巡り議論となった事例
- 帝国京都博物館（現京都国立博物館）
- パレスホテル高層化計画（2008年）
- 鞆の浦埋立て架橋計画問題
- イタリア文化会館 （2006年 - ）
- 国立マンション訴訟
- ポンデザール問題 （鴨川）
- 京都ホテル建設
- 京都駅ビル問題
- 京都タワー建設
- 小樽運河埋立て問題
- 丸の内美観論争 （1966年 - 1974年）
- 警視庁の望楼問題 （1929年）
- 帝国奈良博物館問題
- 危機にさらされている世界遺産
- まことちゃんハウス（楳図かずお邸）
- 水路閣（京都の南禅寺境内のレンガ造りの琵琶湖疏水水道橋）

## 景観の経済効果
観光地の中には伝統的な建物の再生や、電線の地中化などにより街並みを整備する動きが見られる。観光客増加などの経済効果を挙げる地域もある。
例
- 小布施町 - 小布施堂の新店舗計画を機会に、曳屋方式などで宮本常長を中心に修景事業を実施し、経済効果をもたらす。
- 長浜市 - 黒壁スクエアを中心に古い街並みを整備。
- 宮崎県 - 宮崎交通の社長であった岩切章太郎が観光施策として編み出した沿道に南国の樹木フェニックスを植樹する方策は、県の条例となって進められ た。
- 倉敷市 - 観光都市というイメージに即した景観（倉敷美観地区）を徹底してつくりだし効果をあげている。
- 由布市 - 湯布院は観光地として早くに景観に取組み、経済効果を上げてきた。
- 黒川温泉 - 当地の旅館、神明館の経営者が岩をくりぬき露天風呂を作ったところ、これが大当たりした[58]。これを契機として、この経営者の提案で、各旅館が自然と調和した露天風呂を設け、温泉街から無秩序な野立て看板類を一掃させ、温泉街の町並みを古い湯治場の雰囲気に統一させた。あたかも道路が通路、それぞれの旅館が小部屋であるかのような、街並みが形成されている[58]。